# Левек, Мишель
Мишель Левек (фр. Michel Lévêque; род. 19 июля 1933, Алжир) — французский дипломат и политик, государственный министр по делам Монако (1997—2000).
Был послом Франции в Ливии (1985—1989), Марокко (1991—1993), Бразилии (1993—1994) и Алжире (1995—1997).